# Zeasuctobelba trinodosa
Zeasuctobelba trinodosa är en kvalsterart som beskrevs av Hammer 1966. Zeasuctobelba trinodosa ingår i släktet Zeasuctobelba och familjen Suctobelbidae. Inga underarter finns listade i Catalogue of Life.